# Ескі-Сауран
Ескі́-Саура́н (каз. Ескі Сауран) — село у складі Сауранського району Туркестанської області Казахстану. Входить до складу Жибек-Жолинський.
До 2022 року село називалось Роз'їзд 30.
Населення — 595 осіб (2021; 679 у 2009, 674 у 1999, 547 у 1989).